# Thesium ferganense
Thesium ferganense är en sandelträdsväxtart som beskrevs av Jevgenij Grigorjevitj Bobrov. Thesium ferganense ingår i släktet spindelörter, och familjen sandelträdsväxter. Inga underarter finns listade i Catalogue of Life.